# دودة

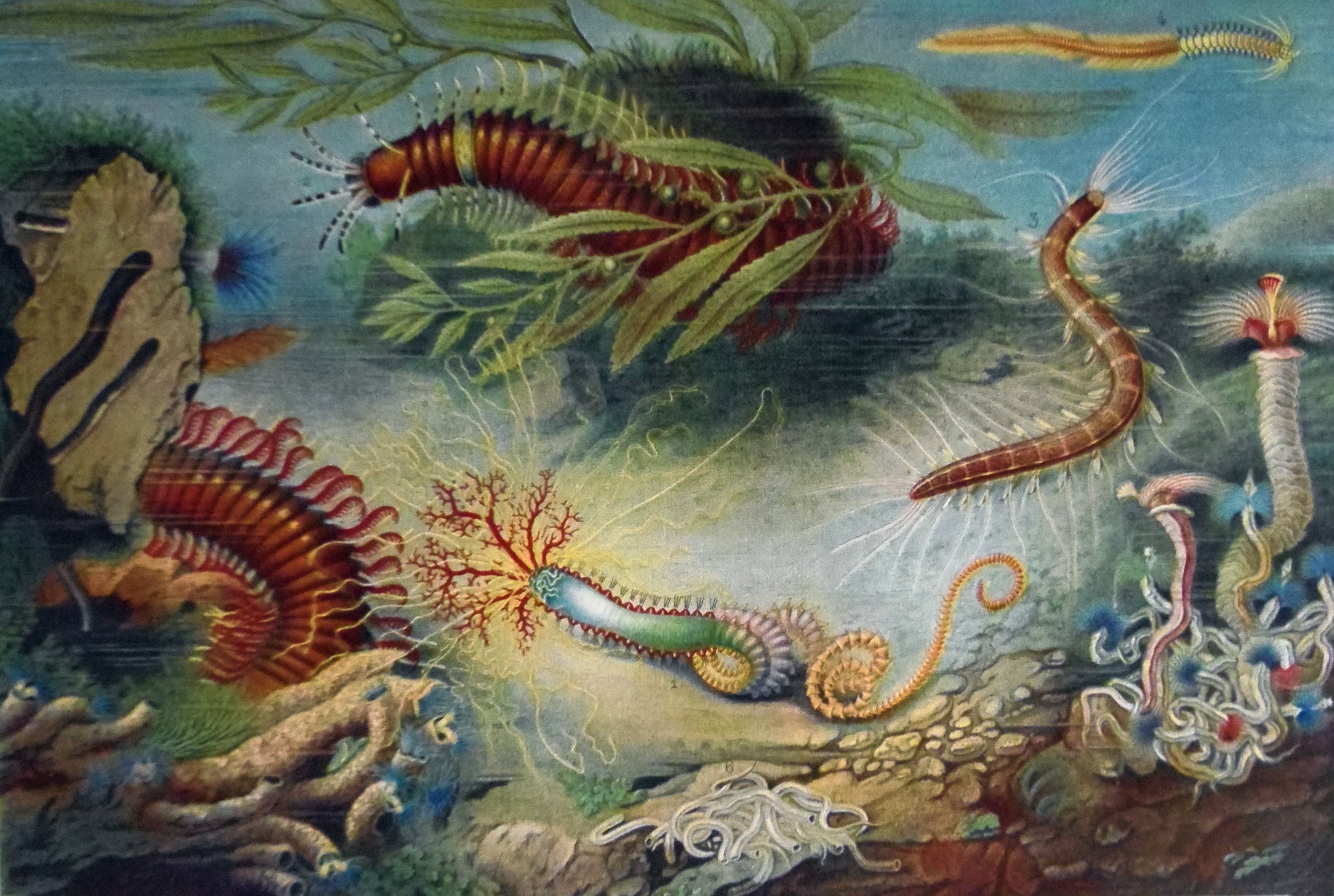
ديدان بحرية

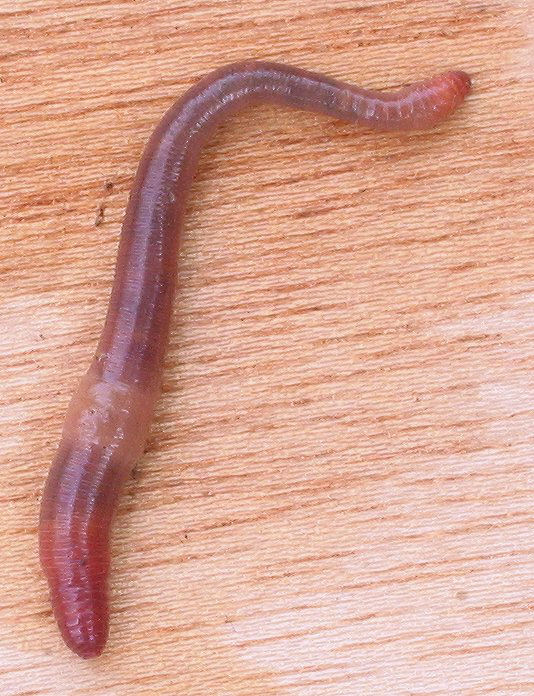
دودة الأرض

الدودة هو مصطلح يستخدم للتعبير عن حيوانات قد لا تكون قريبة الارتباط من ناحية التصنيف لكن لأجسامها أشكال طويلة إسطوانية بدون أي أرجل. تكون معظم الديدان من اللافقاريات، إلا أن هناك بعض الديدان من البرمائيات، أو بعض السحالي التي ليس لها أرجل، والدودة تتحول ولا ترجع دودةً مجدداً.
في الربيع تخرج يرقة من كل بيضة وتبدو كالدودة ذات الأرجل. وهي لا تشبه أمها أو أباها... – ليس من حيث المظهر الخارجي ولا من حيث المأكل ولا من حيث المحيط الذي تعيش فيه.
وتقضي اليرقة معظم وقتها في تناول الطعام، وفي الواقع في تناول كميات كبيرة من الطعام. هناك أنواع من الفراش يزيد وزنها بـ9000 ضعف خلال شهر، ولو نما وتطور طفل معين مثل اليرقة، لأصبح وزنه كوزن الفيل خلال أسبوع. ومن الواضح بالنسبة لكم أن هذا وزن كبير وضخم.
إن جلد اليرقة لا يكبر مع باقي أنسجة الجسم، ولذلك تقوم اليرقة من فترة إلى أخرى بإزالة الجلد وتطوير جلد آخر جديد أكبر من سابقه مكان الجلد القديم. ويطلق على هذه العملية اسم الانسلاخ.

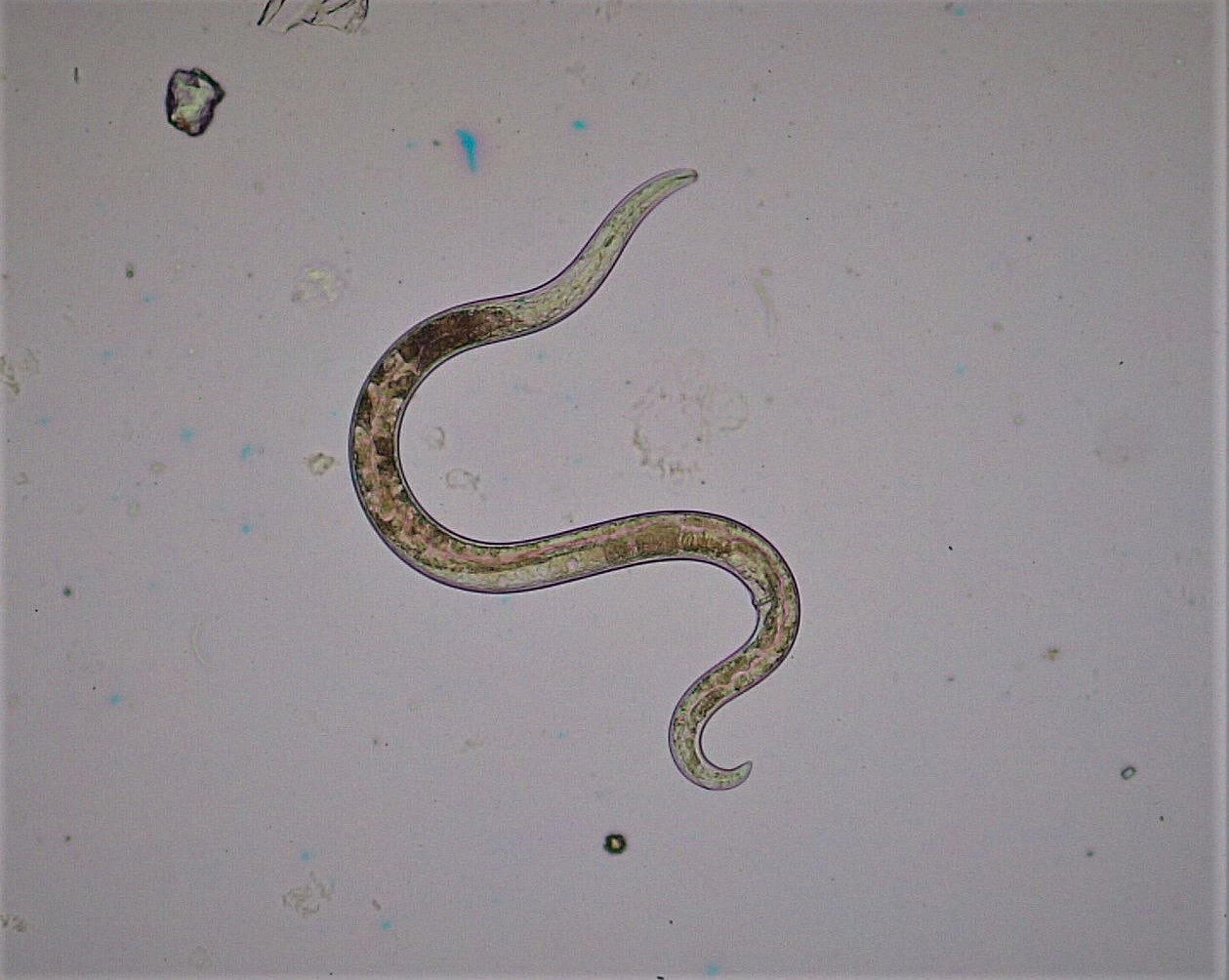
الديدان المسطحة

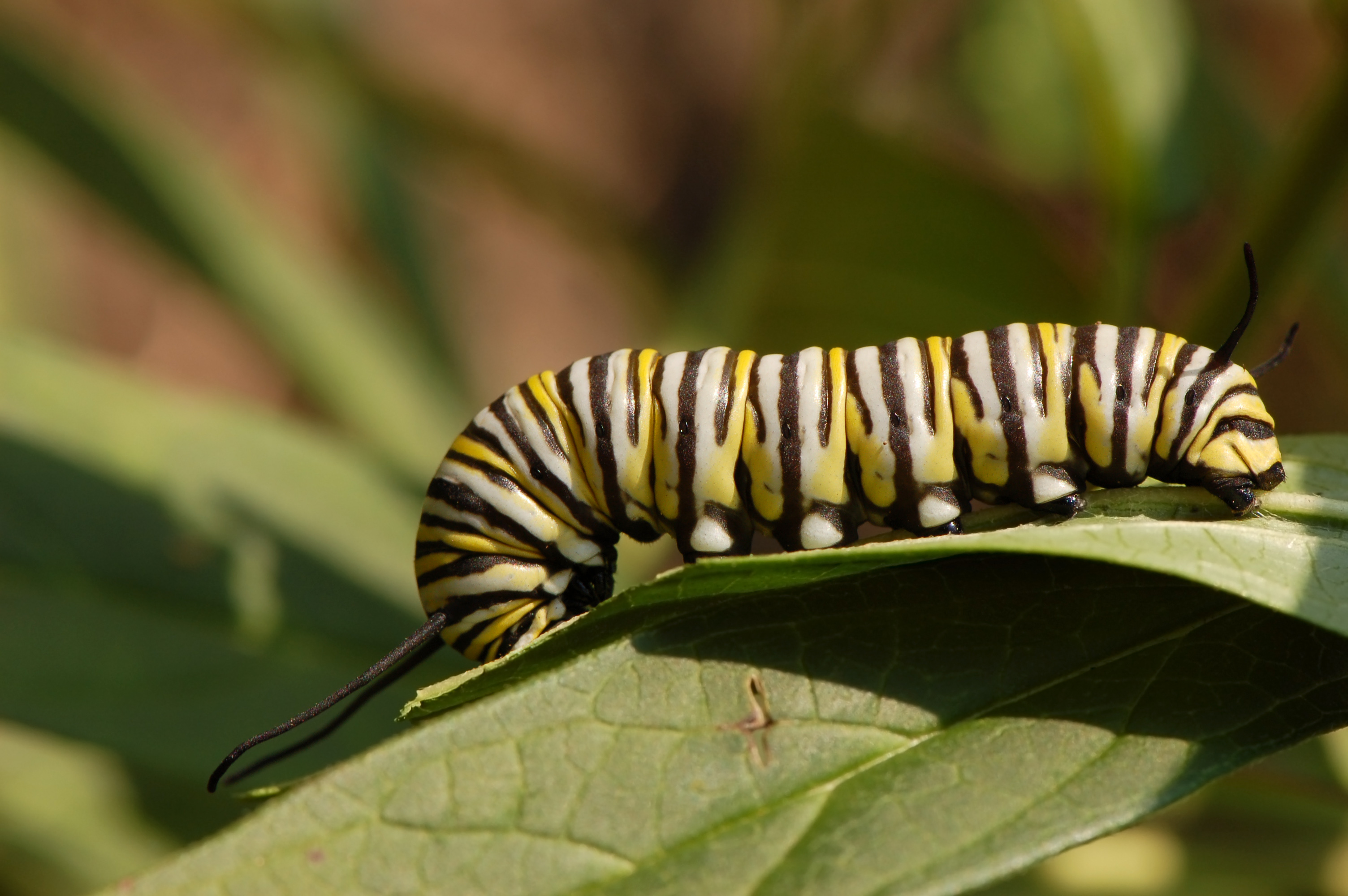
دودة يرقة الفراشة

وبعد عدة أسابيع، تأخذ اليرقة مكانـًا لها (على نبتة أو على الأرض، حسب نوع الفراشة) ومن ثم تتحول اليرقة إلى خادرة. وفي هذه المرحلة تبدو الخادرة وكأنها جسم صامت – علبة أو درنة (وهذا أيضًا متعلق بنوع الفراشة). فهي لا تأكل ولا تتحرك من مكانها (لكنها كائن حي). وفي داخل العلبة تحدث تطورات معينة وفي نهاية الأمر تخرج الفراشة من الخادرة.
حمراء أو صفراء، منقطة (مرقطة) أو ذات رسم على الجناحين. لكل نوع هناك ألوان خاصة به